# Catharina Howard
Catharina (ook wel Katharina) Howard (circa 1523 - Londen, 13 februari 1542) was een Engelse vrouw uit de adellijke familie Howard. Zij was als de vijfde vrouw van Hendrik VIII korte tijd koningin-gemalin van Engeland en Ierland.  Zij was waarschijnlijk zeventien jaar oud toen ze in 1540 met de circa dertig jaar oudere koning trouwde. Een jaar later werd ze gearresteerd op verdenking van overspel. Ze werd ter dood veroordeeld en op 13 februari 1542 in de Tower onthoofd.

## Jeugd en opvoeding
Catharina Howard was de dochter van Lord Edmund Howard (1478-1539) en Joyce Culpeper (ca.1484- na 1527). Ze is tussen 1518 en 1524 geboren, vermoedelijk ligt haar geboortejaar dichter bij 1524 dan bij 1518.  De familie Howard was een van de machtigste families in Engeland.  Zij was een volle nicht van Anna Boleyn, de tweede vrouw van koning Hendrik VIII, en een achternicht van zijn derde vrouw, Jane Seymour.
Haar vader was een jongere zoon van Thomas Howard, tweede hertog van Norfolk. Het gezin was zeer groot, zeker niet rijk en Catharina Howards moeder stierf toen ze nog heel jong was. Ze werd met andere jonge meisjes opgevoed in het huishouden van haar stiefgrootmoeder Agnes Howard, hertogin-weduwe van Norfolk. Ze leerde daar lezen, schrijven en muziek. Ze kreeg een katholieke opvoeding, maar stond niet bekend als vroom. Catharina was aantrekkelijk, levendig, en hield van muziek en dansen. Ze was populair bij de andere leden van het huishouden van de hertogin-weduwe.
Rond 1536 kwam aan het licht dat Catharina's muziekleraar, Henry Manox, seksueel misbruik van haar had gemaakt. Hij had echter geen geslachtsgemeenschap gehad met Catharina, die op dat moment mogelijk 13 jaar oud was. Eind 1538 had ze wel een seksuele relatie met Francis Dereham. Het stel noemde elkaar man en vrouw (husband and wife). Via een anonieme brief, mogelijk van de jaloerse Manox, kreeg de hertogin-weduwe over de relatie te horen.

## Aan het hof

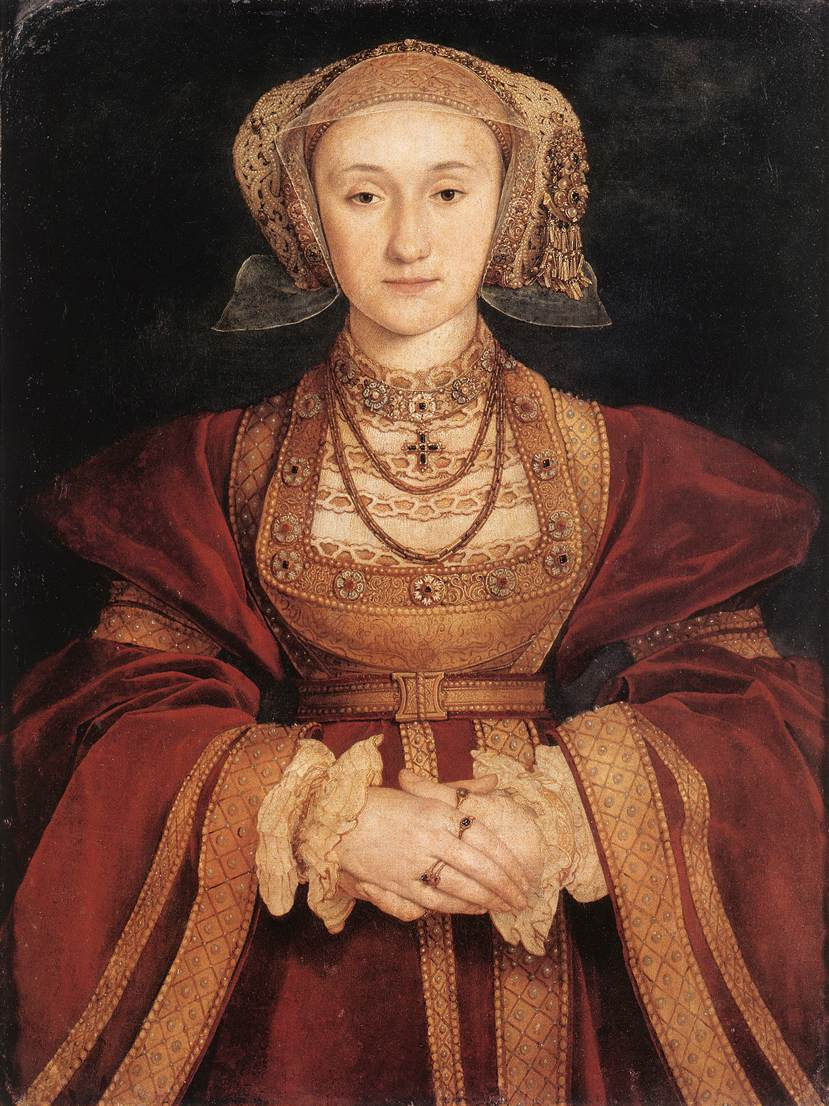
Anna van Kleef

In 1539 werd ze benoemd tot erejoffer in de hofhouding van Anna van Kleef, de nieuwe echtgenote van koning Hendrik VIII. Catharina Howard was toen vermoedelijk 16 jaar oud. Haar oom Thomas Howard, de derde hertog van Norfolk, had haar deze gewilde positie bezorgd. Aan het hof was op dat moment een strijd om de macht gaande tussen een religieus-conservatieve groep onder leiding van Norfolk en Stephen Gardiner, bisschop van Winchester, en hervormers onder leiding van Thomas Cromwell, de lord privy seal, en aartsbisschop Thomas Cranmer. Het was voor Norfolk politiek voordelig dat een familielid toegang had tot de privé-vertrekken van de koningin.
Het huwelijk tussen Anna van Kleef en Hendrik VIII was geen succes. Het is bekend dat de koning vanaf april 1540 Catharina geschenken begon te geven. In juni beklaagde Anna van Kleef zich erover dat de koning gecharmeerd was van haar erejoffer. Het is niet duidelijk of de conservatieve factie aan het hof Catharina bewust onder de aandacht van de koning heeft gebracht. Het is ook mogelijk dat Hendrik VIII haar zelf had opgemerkt toen ze in 1539 als erejoffer al in het koninklijk paleis woonde voordat de nieuwe koningin in Engeland was aangekomen. Begin juli werd het huwelijk tussen Hendrik VIII en Anna nietig verklaard.

## Koningin

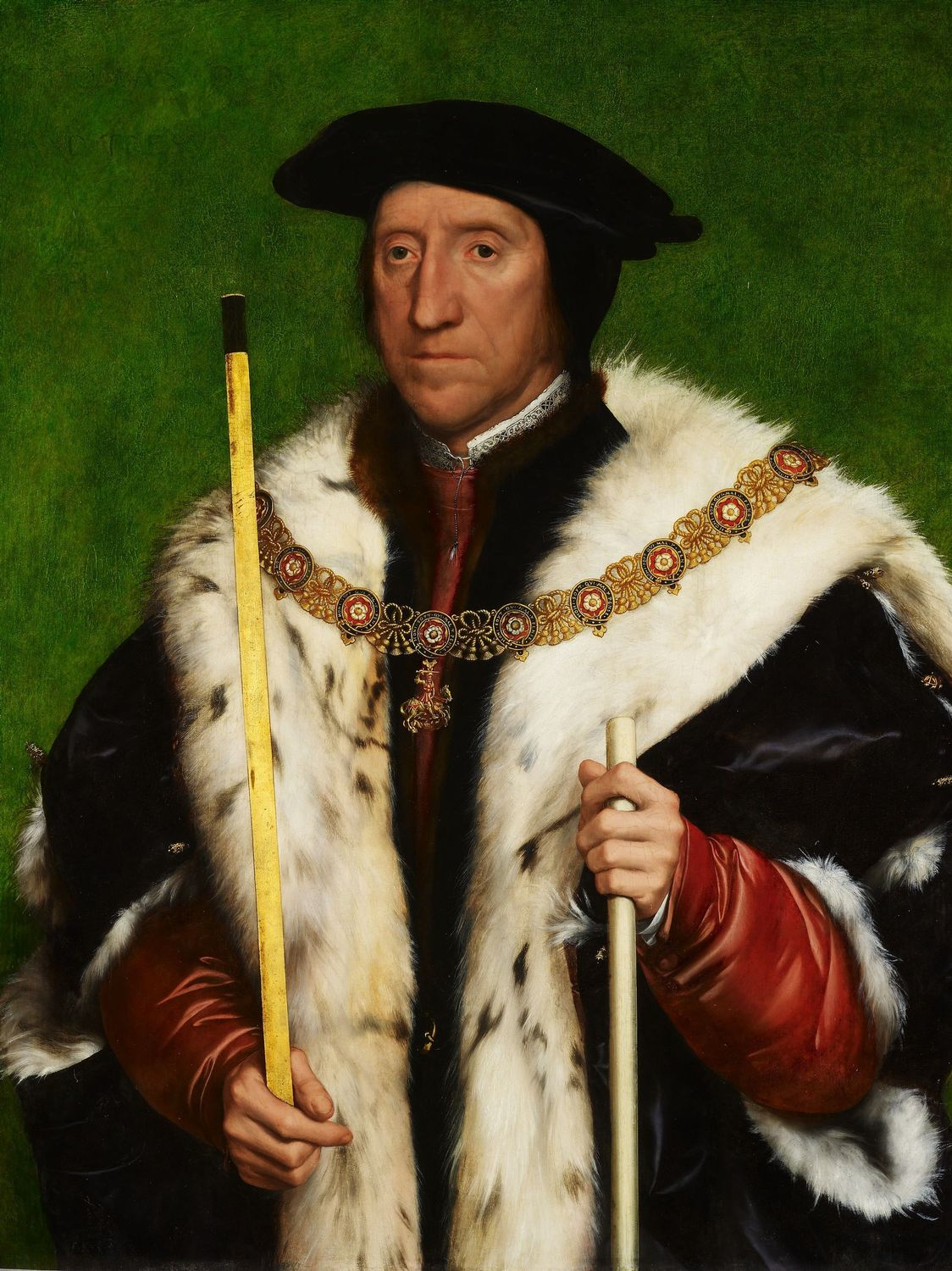
Thomas Howard, hertog van Norfolk, oom van Catherine Howard

Op 28 juli 1540 trouwde Catharina Howard met de koning en op 8 augustus werd ze erkend als koningin. Catharina koos als koningin het motto  'Non autre volonté que la sienne'  (Geen andere wil dan de zijne). Veel waarnemers merkten op dat Henry dol was op zijn nieuwe jonge vrouw. Hendrik leed aan een slechte gezondheid en was, zo ging het gerucht, impotent. In april 1541 ging toch korte tijd het verhaal aan het hof dat de koningin zwanger was.
Catharina bracht weinig tijd door met haar stiefkinderen Mary, Elizabeth en Edward. Haar relatie met Mary, die ouder was dan haar nieuwe stiefmoeder, was gespannen. Met de jongere Elizabeth en Edward was de verhouding beter. Elizabeth was via haar moeder Anna Boleyn een achternichtje van Catharina, en zij schonk het meisje juwelen.
Het was gebruikelijk dat een koningin-gemalin er bij haar echtgenoot voor pleitte om gratie te verlenen aan personen die in ongenade waren gevallen.  Catharina zette zich onder andere met succes in voor Sir Thomas Wyatt, die was gearresteerd omdat hij ervan beschuldigd werd te corresponderen met de verbannen kardinaal Reginald Pole.

## Relatie met Thomas Culpeper
In maart 1541 begon haar vroegere geliefde Francis Dereham haar lastig te vallen met verzoeken om hem een ambt te bezorgen. Zij benoemde hem tot haar secretaris, mogelijk om te voorkomen dat hij zou gaan praten over hun vroegere relatie. Tegelijkertijd dong een jonge hoveling, Thomas Culpeper (ca. 1514-1541), naar haar gunsten. Catharina en hij begonnen elkaar in het geheim te ontmoeten. Zij werden daarbij geholpen door Catharina's hofdame Jane Boleyn, burggravin van Rochford. Zij was de weduwe van Anna Boleyns geëxecuteerde broer George.Ook toen Catharina de koning vergezelde bij een bezoek aan de noordelijke graafschappen, gaf ze Culpeper toegang tot haar kamer. Een bewaard gebleven brief van Catharina aan Culpeper is waarschijnlijk verzonden tijdens deze reis en wordt gezien als bewijs van een hartstochtelijk liaison. De emotionele brief wordt echter ook wel gelezen als een wanhopige poging van een zeer jonge vrouw om een gevaarlijke aanbidder te sussen.

## Beschuldigingen
Begin oktober 1541 hoorde aartsbisschop Cranmer over de relaties die Catharina voor haar huwelijk met mannen zou hebben gehad. Zijn informant was Mary Hall, die in dienst was geweest van Catherines grootmoeder. Op 2 november informeerde Cranmer de koning schriftelijk van de beschuldigingen. Deze liet zelf de getuigen ondervragen, en later ook Dereham en Manox, die het verhaal bevestigden. De koning was emotioneel gebroken toen de beschuldigingen tegen de koningin werden bevestigd. Hovelingen en ambassadeurs beschrijven hem als overweldigd door verdriet. Na 6 november heeft Hendrik Catharina nooit meer gezien of gesproken.
Catharina en Dereham ontkenden dat ze hun relatie hadden voortgezet nadat ze koningin was geworden. Dereham beweerde onder marteling dat Culpeper na hem de minnaar van de koningin was geworden. Catherine gaf dit uiteindelijk ook toe maar zei dat Culpeper haar onder druk had gezet. Aartsbisschop Cranmer heeft beschreven hoe Catharina tijdens haar verhoren bijna buiten zinnen van angst was. Ook Jane Boleyn werd ondervraagd; zij suggereerde dat Culpeper en de koningin beiden uit vrije wil overspel hadden gepleegd. 

Er werden zoveel familieleden en personeelsleden van Catharina Howard gearresteerd dat er niet meer voldoende cellen waren in de Tower. Een aantal familieleden, waaronder de hertogin-weduwe, werd aangeklaagd wegens verraad omdat ze Catharina's seksuele verleden voor de koning verborgen hadden gehouden. Uiteindelijk kregen ze allemaal gratie.

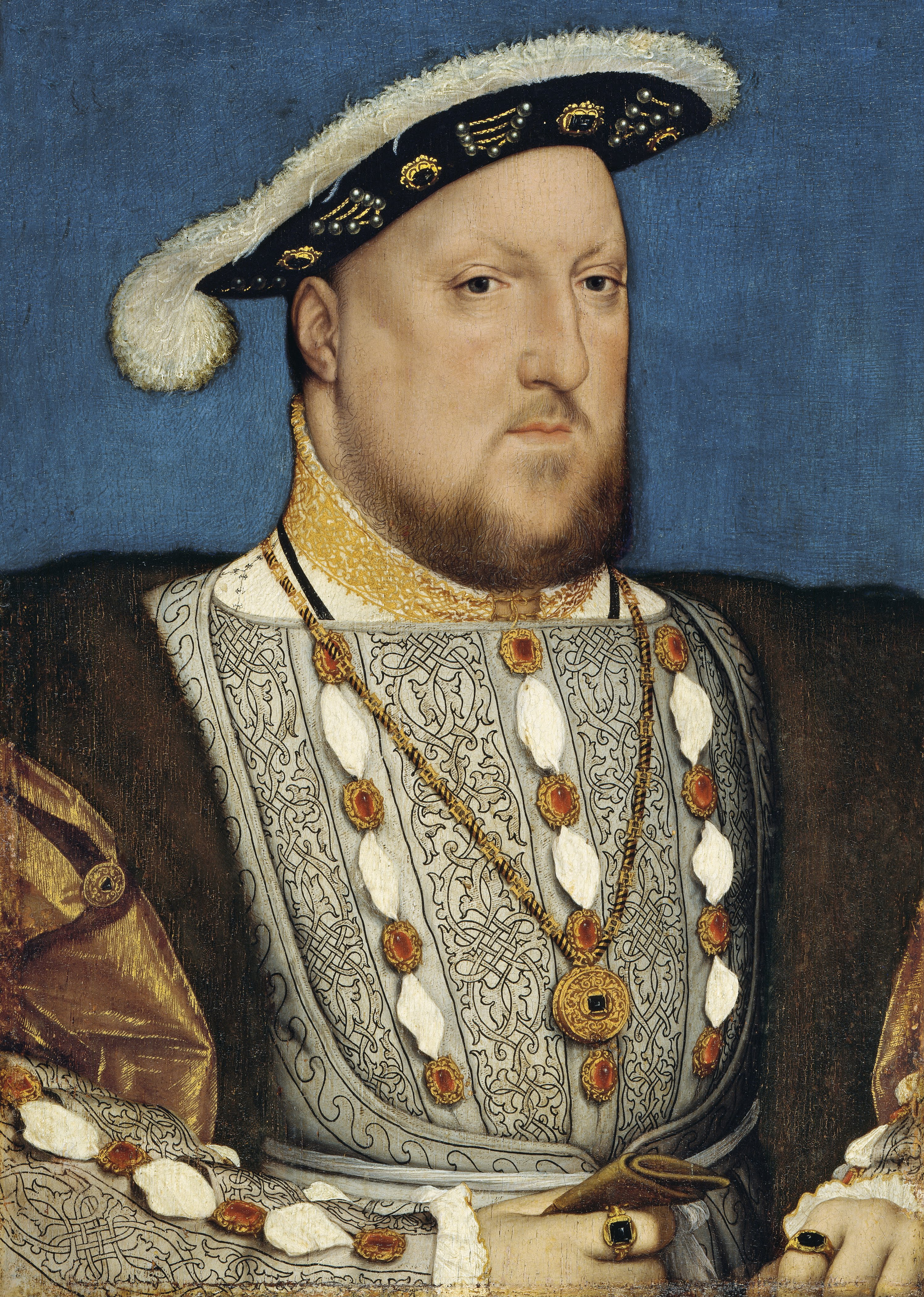
Hendrik VIII - 1537

## Executie
Op 14 november 1541 werd Catharina overgebracht naar het voormalige klooster van Syon; acht dagen later verloor ze de titel koningin. 
Culpeper en Dereham werden op 1 december wegens verraad ter dood veroordeeld. Negen dagen later werd Culpeper onthoofd op Tyburn. Dereham werd opgehangen, van zijn ingewanden ontdaan, onthoofd en gevierendeeld. Catharina Howard en Jane Boleyn kwamen niet voor de rechter. Ze werden veroordeeld op grond van een aanklacht in het Hogerhuis; het oordeel werd later bevestigd door de koning.

Op 10 februari 1542 werd Catharina per boot overgebracht naar de Tower. Mogelijk heeft ze onderweg de hoofden van Culpeper en Dereham op London Bridge gezien. Drie dagen later werd ze om 9 uur 's ochtends onthoofd. De avond voor haar terechtstelling was op haar verzoek het hakblok naar haar cel gebracht, zodat ze kon oefenen hoe ze voor het blok zou moeten knielen. Voor haar executie legde ze een schuldbekentenis af en verklaarde dat ze terecht werd gestraft voor haar misdaden tegen de koning. Dit was gebruikelijk; veroordeelden probeerden zo de negatieve gevolgen voor hun familie te beperken. Catharina Howard was vermoedelijk pas 19 jaar oud toen ze stierf. Vervolgens werd ook Jane Boleyn, Lady Rochford, onthoofd.  Beiden werden begraven in St Peter ad Vincula, de kapel van de Tower. 

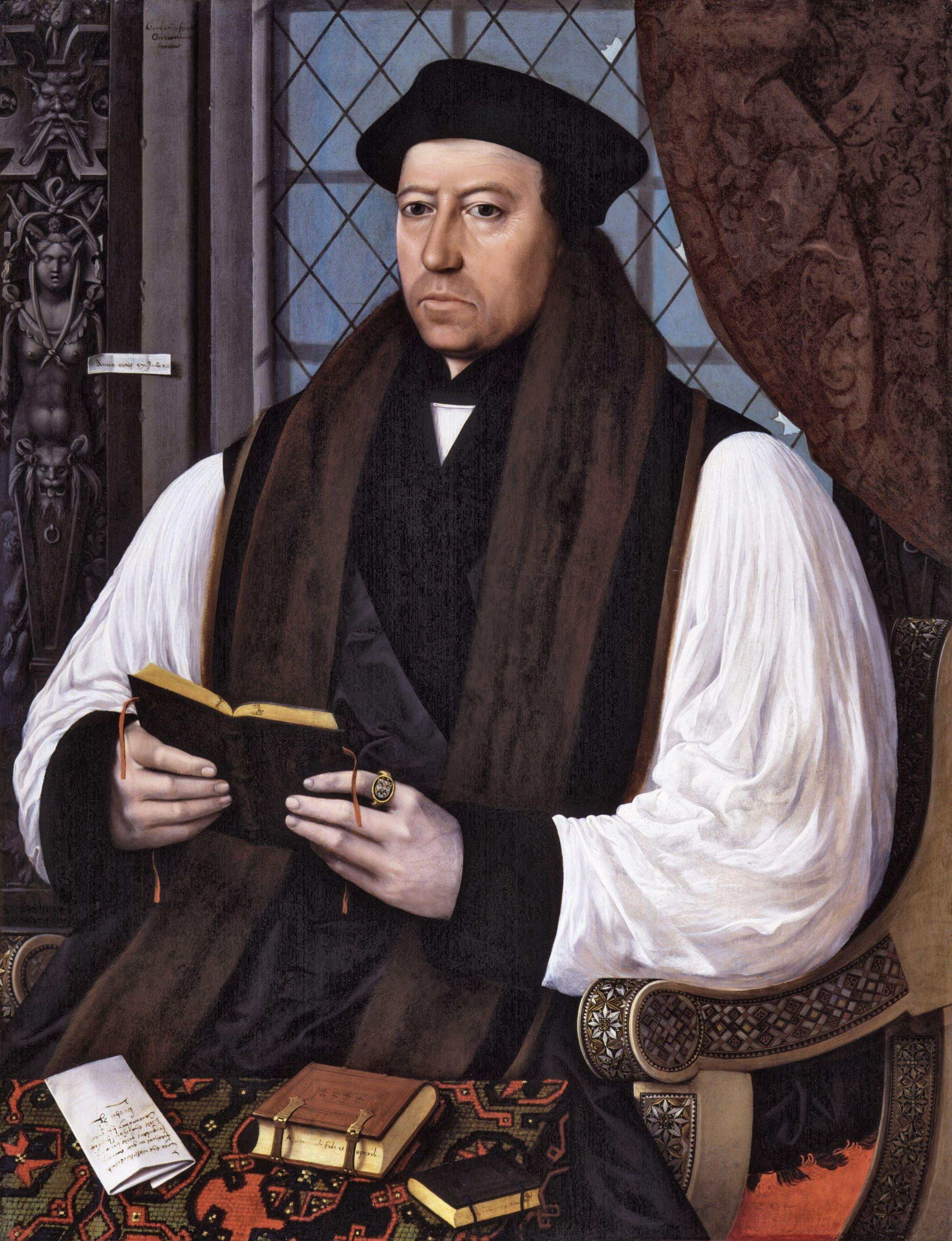
Aartsbisschop Thomas Cranmer

## Nagedachtenis en overlevering
Catharina Howard is in de geschiedschrijving en in historische romans vaak afgeschilderd als een domme losbandige jonge vrouw. Ze was waarschijnlijk pas achttien toen ze stierf en in de 21e eeuw wordt zij ook wel gezien als een verwaarloosd en misbruikt kind. Er wordt rekening mee gehouden dat ze in haar leven maar weinig zeggenschap had over haar relaties met mannen. Er zijn aanwijzingen dat Culpeper een dwingende persoon was, dat hij Catharina in zijn greep had, en dat er mogelijk geen sprake was van vrijwillig overspel. 
Er zijn geen portretten bewaard gebleven waarvan zeker is dat ze Catharina Howard afbeelden. De meeste kans maakt een miniatuur van een jonge vrouw door Hans Holbein. Het is geschilderd in 1540 (het jaar waarin Catharina Howard en Hendrik VIII trouwden) en de halsketting van de geportretteerde lijkt op een juweel dat ook is afgebeeld in portretten van andere vrouwen van de koning.
Er wordt vaak gezegd dat Catharina Howard door Hendrik VIII zijn 'roos zonder doornen' werd genoemd. Dit wordt pas in de 19e eeuw voor het eerst vermeld en lijkt een misverstand te zijn. Tijdens Hendriks koningschap is wel een munt geslagen met dit motto. Deze munt dateert echter uit 1536, een aantal jaren voor zijn huwelijk met Catharina Howard.
Het verhaal gaat dat Catharina Howard toen ze gearresteerd werd wanhopig probeerde om de koning te bereiken. Haar angstkreten zouden nog steeds te horen zijn in de Haunted Gallery (de spookgalerij) in Hampton Court. Echter, zelfs als Catharina heeft geprobeerd haar bewakers te ontvluchten, zou ze niet door deze galerij zijn gerend om bij de koning te komen.
Catharina van Aragon · Anna Boleyn · Jane Seymour · Anna van Kleef · Catharina Howard · Catharina Parr
- Bibsys: 1615360582024
- Catàleg d'autoritats de noms i títols de Catalunya: 981058614670206706
- Gemeinsame Normdatei: 118721143
- International Standard Name Identifier: 0000 0000 7818 7179
- Library of Congress Control Number: n50056174
- Nationale Bibliotheek van Letland: 000142696
- Nationale Bibliotheek van Tsjechië: jx20041026003
- Nationale Bibliotheek van Israël: 987007259433805171
- Nationale Bibliotheek van Polen: a0000002854909
- Nederlandse Thesaurus van Auteursnamen: 126248508
- SNAC: w6w48nsg
- Virtual International Authority File: 84307163
- WorldCat: E39PBJfH4wCF67BC38fgPGwwG3